# Kuzynki
Kuzynki – powieść fantastyczna dla młodzieży autorstwa Andrzeja Pilipiuka; pierwsza część cyklu opowiadającego o losach kuzynek Kruszewskich, Moniki Stiepankovic i mistrza Sędziwoja. Pierwsze wydanie: Fabryka Słów, 2003 rok. Pozostałe części to Księżniczka (2004), Dziedziczki (2005) i Zaginiona (2014).
Pierwotnie powstało opowiadanie, wydane w czasopiśmie „Science Fiction”, nagrodzone nagrodą im. Janusza A. Zajdla za 2002 r., a późniejsza książka pod tym samym tytułem otrzymała do tej nagrody nominację w 2003 r.
Historia trzech kobiet: pierwsza – Księżniczka Monika Stiepankovic – jest wampirzycą, druga – Stanisława Kruszewska – posiada kamień filozoficzny, trzecia – Katarzyna Kruszewska, informatyczka, agentka CBŚ – jest daleką kuzynką Stanisławy i zarazem najmłodszą z trójki bohaterek (aczkolwiek Monika wygląda na młodszą, gdyż jako wampirzyca zatrzymała się na etapie szesnastolatki). Wszystkie trzy dążą do znalezienia Michała Sędziwoja, który może odnowić kończącą się dawkę kamienia filozoficznego.

## Fabuła
Każda z trzech głównych bohaterek ma swoje życie, pochodzi z innej epoki, została wychowana w innych okolicznościach. Fabuła książki rozwija się, kiedy drogi trzech kobiet się splatają. Początkowo tworzy się silna więź między Katarzyną a Stasią – kuzynkami. Uczą one w tym samym liceum żeńskim, do którego zostaje przyjęta Monika. Od tamtej pory mają wspólne zainteresowania, jedna uczy się od drugiej, uzupełniają się zarówno w wiedzy, jak i w zachowaniu. Katarzyna mimo tego, że zwalnia się z CBŚ, przez cały czas utrzymuje kontakt z generałem – swoim byłym szefem – i wykorzystuje bazę danych „firmy” do znalezienia Sędziwoja dla Stanisławy. W międzyczasie kobiety zaprzyjaźniają się z nową uczennicą, która zadziwia swoimi zdolnościami intelektualnymi. Monika niezbyt przemęcza się w nauce, jej 16-letni wygląd to tylko pozór, gdyż żyje tak naprawdę już 1200 lat. Posiada ogromną wiedzę, daje sobie radę w życiu. Przez pewien czas mieszka w domu dziecka, gdzie nie potrafi się zaaklimatyzować. Wyprowadza się do lasu i buduje tam szałas. Pieniądze nie stanowią dla niej problemu – zarabia na korepetycjach, których udziela studentom. Od czasu do czasu odwiedza swoje nauczycielki, które za wszelką cenę, próbując różnych sztuczek, usiłują znaleźć mistrza przed Dymitrem. Księżniczka Stiepankovic zostaje porwana przez nauczyciela biologii Siekluckiego oraz Dymitra – zdradzieckiego ucznia Sędziwoja. Ciężko poraniona srebrem traci siły i przytomność. Odnajdują ją kuzynki, które pragną zemsty na Dymitrze. Wcześniej jednak został on zabity przez swego nauczyciela. W końcu dziewczyny spotykają się z wielkim alchemikiem. Zaproszone przez Michała biorą udział w wytwarzaniu kamienia filozoficznego, który da im życie na kolejne 400 lat.

## Postacie
- Monika Stiepankovic – dziewczynka, która została wybroniona przez polskie wojska KFOR w Kosowie z rąk grupy ludzi, którzy chcieli ją zabić. Jak się potem okazało była to prawosławna bośniacka księżniczka, wampirzyca, która narodziła się w IX w. W bazie KFOR zaczęła naukę polskiego i trafiła do domu dziecka w Polsce jako uchodźca z Kosowa (wyglądała na 16 lat). Czuła się wolna, zaczęła uczęszczać do szkoły, w której uczyły Katarzyna i Stanisława. Była bardzo piękna i inteligentna, podobała się chłopcom. Jej wampirze pochodzenie odkryły dwie nauczycielki, z którymi się zaprzyjaźniła. Próbowała dopasować się do współczesnego świata – specjalnie zakupiła sobie telefon komórkowy, zegarek oraz przenośny laptop, by usprawniło to jej udzielanie korepetycji studentom. Od początku roku Monika podniosła wysoko poprzeczkę swym koleżankom z klasy. Miała pewne zaległości w nauce, jednak znała się na większości przedmiotów, władała językiem francuskim, serbskim, łaciną i greką. Była bardzo silna, umiała posługiwać się bronią.

- Katarzyna Kruszewska – pracownica CBŚ, główny mózg operacji, informatyczka. Po odejściu z CBŚ zaczęła uczyć informatyki w liceum dla dziewcząt. Jest ona kuzynką Staśki. Bardzo polubiła zarówno kuzynkę, z którą zamieszkała, jak i małą wampirzycę Monikę. Jej całym życiem była praca. Bardzo poświęciła się tworzeniu baz danych, często przesiadywała po nocach. Używała też systemu dla siebie – szukała kuzynki, którą widziała na wielu wizerunkach z okresu co najmniej 400 lat. Była to piękna kobieta, z warkoczem, w którym trzymała cienką broń, zawsze gotowa do ataku, bardzo ostrożna. Nie brakowało jej sprytu, była specem od komputera i elektroniki – zakładanie kamer, surfowanie po Internecie i naprawianie sprzętów było jej żywiołem.

- Stanisława Kruszewska – według legendy rodziny jest ona nieśmiertelna za sprawą kamienia filozoficznego. Jest bardzo wykształcona, inteligentna i elegancka. Zna kilkanaście języków. Po przyjeździe z Etiopii, uczy w liceum języka francuskiego i WF-u. Jest kobietą opanowaną, trzymającą się swoich zasad. Pochodzi z Kresów – w XVI w., była uczennicą Sędziwoja. Miała wielu znajomych wśród postaci historycznych – książąt, królów oraz polityków. Bardzo dużo czytała, starała się uzupełnić luki w pamięci. Zawsze była przygotowana na atak – ćwiczyła sztuki walki, była do tego zmuszona przez częste przemieszczanie się po świecie. Była pedantyczna, jej ubiór i zachowanie zupełnie nie pasują do epoki współczesności, dlatego też Monika szybko orientuje się kim jest.

- Dymitr – jeden z piątki uczniów Sędziwoja. Zabija swoich kolegów i koleżanki aby przejąć od nich większą dawkę kamienia filozoficznego. Zostaje zabity przez alchemika we własnym domu po nieudanej próbie zamordowania Mistrza.

- Michał Sędziwój – alchemik, nauczyciel (Mistrz) pięciorga uczniów, m.in. Dymitra, Stanisławy Kruszewskiej oraz Jana Skórzewskiego. Zawsze elegancki i szarmancki. Zabijał tylko wtedy, kiedy musiał. Znał sposób na wytworzenie kamienia filozoficznego. Uwielbiał chodzić na spotkania w knajpie z grupą szlachciców, grafomanów, historyków, archeologów, którzy byli ‘oddani’ epokom XVI – XVIII wieku.

- Sieklucki – nauczyciel uczący w tym samym liceum żeńskim, co kuzynki. Na zapleczu swej pracowni hoduje wirusa czarnej ospy. Jest zamieszany w porwanie Moniki, zostaje zamknięty przez polski oddział CIA.

## Wydania
1. Fabryka Słów, Lublin 2003, s. 295, ISBN 83-89011-13-1.
2. (poprawione): Fabryka Słów, Lublin 2007, s. 320, ISBN 978-83-60505-49-6 (miękka oprawa); ISBN 978-83-60505-50-2 (twarda oprawa)
3. Fabryka Słów, Lublin 2010, s. 320, ISBN 978-83-7574-247-3 (miękka oprawa)
4. Fabryka Słów, Lublin 2012, s. 320, ISBN 978-83-7574-599-3 (miękka oprawa ze skrzydełkami)
5. Fabryka Słów, Lublin 2014, s. 320, ISBN 978-83-7574-915-1 (zintegrowana oprawa)

## Nagrody
- Nominacja do Nagrody im. Janusza A. Zajdla, 2003[1]
- Nominacja do Nagrody Nautilus, 2003[potrzebny przypis]

## Odbiór
Książkę zrecenzował w 2003 r. Paweł Dunin-Wąsowicz dla "Przekroju". Recenzent skrytykował książkę, w tytule swojej recenzji określając ją jako „partactwo”, i pisząc, że jest ona „zlepkiem wyeksploatowanych pomysłów skrzętnie pozbieranych ze śmietnika przez ich autora i osadzonych na siłę we współczesnych polskich realiach”. Dodatkowo, Dunin-Wąsowicz skrytykował „szkolne błędy” dotyczące szczegółów historycznych, co uważa za rażące biorąc pod uwagę, że Pilipiuk określa się jako „niezależny historyk”, wymieniając w recenzji dwa: „kapo w obozie to wcale nie funkcyjny więzień, lecz umundurowany hitlerowiec (!), z czułością opisywany rewolwer Nagan wynaleźli dlań Francuzi (a nie Belgowie)”
W tym samym roku książkę bardziej pozytywnie zrecenzował anonimowy recenzent dla "Nowej Fantastyki". Recenzent określił książkę jako „lekką i sympatyczną... do kości polską powieść fantastyczną”. Skrytykował jednak „trochę... ułomności”, w tym niepotrzebne „upodobanie [autora] do dygresji historycznych” i „styl, wyćwiczony do prostoty chwilami aż siermiężnej”, ale na końcu recenzji zauważył, że choć jest to książka, o której w godzinie po lekturze można zapomnieć, pozwala ona jednak „poczuć dziecięcą radość, jak z wakacyjnej przygody”.
Dla portalu Poltergeist książkę w tym samym czasie pozytywnie zrecenzowało dwóch recenzentów: Marcin Segit i Maciek Dzierżek. Segit książkę za udaną zmianę stylu autora do tej pory w większości kojarzonego wyłącznie przez jego cykl o Jakubie Wędrowyczu. Według recenzenta, "zamiast rubasznego, szorstkiego humoru" tym razem Pilipiuk napisał "subtelną historię, ocierającą się momentami o powieść obyczajową" i równocześnie "fantastyka w najlepszym wydaniu". Segit pochwali wciągająca fabułę i postacie, które uznał za "wyraziste i żywe"; skrytykował jednak "drobiagi" - mieszankę czasów narracji i styl nieco zbyt reportażowy, nadużywanie wielokropka, i okazjonalne błędy rzeczowe (takie jak zlokalizowanie miasta Tuła na Syberii). Dzierżek pochwalił opisy Krakowa i dobrze odmierzone tempo wciągającej akcji; skrytykował jednak "pojawiający się tu i ówdzie natłok osobistych poglądów autora". W podsumowaniu ocenil ksiażkę jako "bardzo, bardzo dobrą".
Także w 2003 dla fanzinu "Esensja" książkę zrecenzowała Agnieszka Szady, zauważając, że książka jest napisana "żywym, łatwym w lekturze językiem" a także "ciepło i z wiarą w ludzi", a jej głównym motywem jest przyjaźń. Chwali dygresyjne opisy o ciekawostkach (takich jak informacje o parzeniu herbaty w samowarze), wciągającą akcję i sympatyczne bohaterki.
W 2007 książkę zrecenzował dla portalu Histmag Jarosław Machura. Recenzent pochwalił fabułę za unikanie motywów "wyeksploatowanych w literaturze do granic możliwości", i autora za "świetne skonstruowane postacie", opisując troje głównych bohaterek jako "trio zaiste oryginalne i wielce intrygujące". Recenzent chwalił też wymiar przygodowy, uznając książkę za "pełną... niesamowitych zwrotów akcji [i] niesamowitych [i] zabawnych... intryg i spisków". Dobrze odebrał też zawarte w dziele "osobiste przemyślenia" autora, czyli jego "krytykę współczesnej cywilizacji", napisane, według recenzenta, "inteligentnie i z klasą", a także różne "ciekawostki historyczne" widoczne w książce, zwłaszcza te dotyczące historii Krakowa. W podsumowaniu ocenił książkę jako "nie tylko dobrą powieść fantasy, ale przede wszystkim świetną literatura rozrywkową"